# Federico Peralta Ramos
Federico Manuel Peralta Ramos (Mar del Plata, Argentina; 29 de enero de 1939 - Buenos Aires, 30 de agosto de 1992) fue un artista argentino, representante del dadaísmo y de la vanguardia de los años 1960. Uno de los personajes más originales y excéntricos de Buenos Aires, él mismo era su obra de arte. Según la crítica María Gainza fue "Una suerte de Marcel Duchamp porteño que hizo del gesto artístico su marca registrada".

## Biografía
Tataranieto de Patricio Peralta Ramos, fundador de la ciudad de Mar del Plata, fue uno de los seis hijos de Federico Peralta Ramos y Adela González Balcarce y Bengolea.
Cursó estudios en el Colegio Cardenal Newman y cursó estudios de arquitectura en la Universidad de Buenos Aires, sin llegar a recibirse. Trabajó en el estudio SEPRA fundado por su padre junto a Santiago Sánchez Elía y Alfredo Agostini.
Se definía “Pinté sin saber pintar, escribí sin saber escribir, canté sin saber cantar. La torpeza repetida se transforma en mi estilo”.
Perteneció a la generación del Instituto Di Tella fue amigo de Roberto Mackintosh, Alberto Greco, Marta Minujín, Edgardo Giménez, Dalila Puzzovio y Jorge de la Vega, de quien interpretaba la canción El Gusanito.
Ganó el Premio Nacional del Instituto Di Tella de 1965 con la escultura de un huevo gigante hecho de yeso y madera, en "Nosotros afuera" proponía que el artista fuera la propia obra y en 1967 compró un toro premiado en la Exposición Rural Argentina para exponerlo como objeto de arte.
Su padre lo internó en un hospital neuropsiquiátrico donde organizó el festival del mate cocido con todos los pacientes.
Para su exposición de 1964 en la Galería Witcomb porteña al comprobar que las obras no pasaban por la puerta, pidió un serrucho y las cortó en dos; en la Galería Álvaro Castagnino exhibió un buzón. Frecuentaba los reductos clásicos de la vanguardia de la época, la Galería del Este, Bar Florida Garden y La Biela.
En 1968 ganó la Beca Guggenheim dilapidándola en un banquete para sus amigos en el Hotel Alvear (otros aseguran fue en el grill del Hotel Plaza (Buenos Aires) al que llamó La última cena. Cuando la entidad se enteró pidió que se le devolviera el monto y el artista respondió con una carta al director de la organización detallando el gasto explicándole: "ustedes me dieron esa plata para que yo hiciera una obra de arte, y mi obra de arte fue esa cena. Leonardo pintó la Última Cena, yo la organicé". Dicha carta es exhibida en la sede de la Fundación Gugenheim en Nueva Yotk.
Fundó la religión Gánica cuyos postulados rezaban Hacer siempre lo que uno tiene ganas, creer en el gran despelote universal, no mandar, no endiosar nada, regalar dinero y dejar a Dios tranquilo.
En 1970 grabó un disco editado por el sello Columbia del que se hicieron 1333 copias vendiéndose en farmacias y disquerías, los temas eran "Soy un pedazo de atmósfera" y "Tengo un algo adentro que se llama coso".
Actuó en cine y televisión, desde 1973 aparecía semanalmente en el programa de Tato Bores sostenía "Soy un pedazo de atmósfera", "El que se va de Buenos Aires se atrasa porque es la ciudad del futuro" y "Yo soy una estrella porque salgo de noche", cerraba el programa comiendo en cámara un plato de tallarines.
Hacia el final de su vida, en 1992 actuó en el Café Mozart de Buenos Aires junto a Laura Rivero y Alberto Favero, lo sorprendió un infarto fulminante.
Las frases de Peralta Ramos fueron coleccionadas y recopiladas.
En 2003 se realizó una retrospectiva de su obra en el Museo de Arte Moderno de Buenos Aires.

## Filmografía
- El amor es una mujer gorda (1987) ...Poeta
- El hombre que ganó la razón (1984)
- Tiro de gracia (1969)